# Piotr Jegor
Piotr Jegor (Zbrosławice, 1968. június 13. – Knurów, 2020. március 17.) válogatott lengyel labdarúgó, hátvéd.

## Pályafutása

### Klubcsapatban
1988 és 1994 között a Górnik Zabrze labdarúgója volt, ahol egy bajnoki címet szerzett a csapattal. 1995-ben az izraeli Hapóél Haifa játékosa lett, de még ebben az évben visszatért a  Górnik Zabrzéhoz. 1996-ban a Stal Mielec, 1996 és 2001 között az Odra Wodzisław, 2001-ben a Stal Bielsko-Biała, 2002-ben a Górnik Jastrzębie Zdrój, 2003-ban az LKS Bełk játékosa volt.

### A válogatottban
1989 és 1997 között 20 alkalommal szerepelt a lengyel válogatottban és egy gólt szerzett. 1994. május 4-én, Krakkóban szerepelt a magyar válogatott elleni mérkőzésen, amely 3–2-es lengyel győzelemmel zárult. Egyetlen válogatottbeli gólját egy Lettország elleni felkészülési mérkőzésen szerezte 1997. február 17-én a ciprusi Deriniában, ahol 3–2-es győzelmet aratott csapata.

## Sikerei, díjai
Górnik Zabrze
- Lengyel bajnokság
  - bajnok: 1987–88